# Are You Shpongled?
Are You Shpongled? – pierwszy studyjny album brytyjskiej grupy muzycznej Shpongle, wydany 25 stycznia 1998 roku. Płyta zrewolucjonizowała standardy w gatunku psychedelic trance i psybient. Tytuł Are You Shpongled? jest nawiązaniem do równie przełomowego albumu Are You Experienced? zespołu The Jimi Hendrix Experience.

## Spis utworów
1. "Shpongle Falls" – 8:33
2. "Monster Hit" – 8:57
3. "Vapour Rumours" – 10:26
4. "Shpongle Spores" – 7:16
5. "Behind Closed Eyelids" – 12:29
6. "Divine Moments of Truth" – 10:20
7. "...and the Day Turned to Night" – 19:57